# برد رفنسپرگر
برد رفنسپرگر (انگلیسی: Brad Raffensperger؛ زادهٔ ۱۸ مهٔ ۱۹۵۵) یک سیاستمدار، تاجر و مهندس عمران آمریکایی از ایالت جورجیا است. رفنسپرگر یک جمهوری‌خواه و وزیر دولت جورجیا است. او پیش از این یکی از نمایندگان مجلس نمایندگان جورجیا بوده‌است. در ۲ ژانویه ۲۰۲۱، دونالد ترامپ، رئیس‌جمهور ایالات متحده، در تماسی با رفنسپرگر، تلاش کرد او را متقاعد کند تا نتایج انتخابات در جورجیا را تغییر دهد. رفنسپرگر این پیشنهاد را نپذیرفت و در پاسخ گفت که «حقیقت آشکار خواهد شد». واشنگتن پست در ۳ ژانویه، نسخه ضبط‌شده‌ای از این تماس تلفنی را منتشر کرد.